# كاتدرائية كانتربري

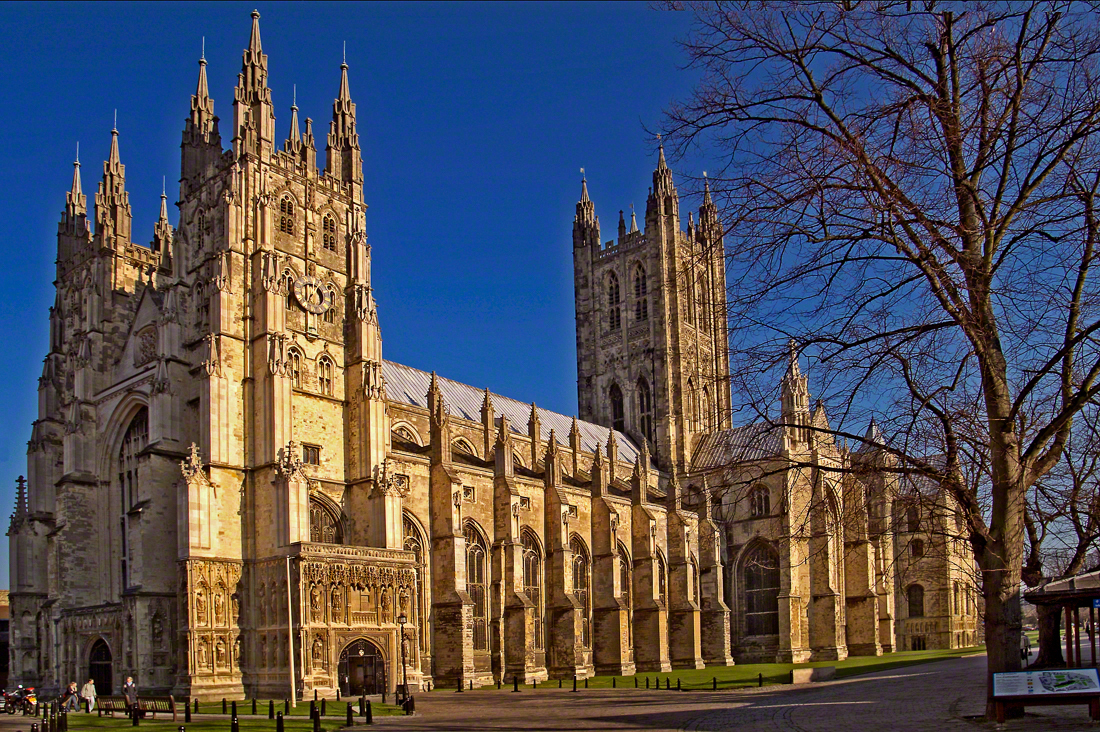
كاتدرائية كانتربري.

كاتدرائية كانتربري هي من أقدم وأشهر المعابد المسيحية في إنجلترا [بحاجة لمصدر] بنيت للمرة الأولى عام 597 ميلادية . وتم إعادة بناءها خلال العقد الأول بعد الغزو النورماندي على إنجلترا ما بين عامي 1070 - 1077 ميلادية تقع في مدينة كانتربيري في مقاطعة كينت في جنوب إنجلترا. أسقف الكاتدرائية هو رئيس كنيسة إنجلترا وكذلك الرئيس الرمزي لجميع أتباع المذهب الأنجلكاني المسيحي.
وتقع الكاتدرائية داخل أسوار المدينة القديمة. الضيقة والشوارع المتعرجة للمشاة يؤدي إلى كاتدرائية كانتربري، مع الكثير من المقاهي والمحلات التجارية كبيرة على طول الطريق. وهناك تمثال برونزي للمسيح في الممر. التجول في كاتدرائية كانتربري هو بمثابة درس في التاريخ وهناك الطقوس الموسيقية الخاصة والتي تحدث في الكاتدرائية في كثير من الأحيان. كما يوجد في الكاتدرائية الكثير من الأعمال الفنية القديمة والتاريخية مثل لوحة أسطورة سانت يوستاس، وهو مؤرخ من 1480 ميلادي.
الجزء الأكثر شهرة في كاتدرائية كانتربري، مزار توماس بيكيت.

## أعلام
- إدوارد بنسون
- توماس بيكيت
- جون بوفورت
- جون بيكهام
- جون ستافورد